# اگرتها
اسگرتها یا اگرتها (سانسکریت: अस्गर्थ, अगर्थ، آوانگاری: Asgartha, Agartha) [گاهی اوقات آگارتا یا آگارتی یا آگارات] پادشاهی افسانه‌ای است که گفته می‌شود در سطح داخلی زمین قرار دارد. گاهی اوقات به اعتقاد به زمین توخالی مربوط می‌شود و موضوعی رایج در باطن‌شناسی است.

## تاریخچه
افسانه آگارتا عمدتاً در اروپا مبهم باقی ماند تا اینکه ژرار انکاوس در سال ۱۹۱۰ گزارش مفصلی را که قبلاً در سال ۱۸۸۶ توسط غیب‌شناس فرانسوی قرن نوزدهم الکساندر سن ایو دالویدر (۱۸۴۲–۱۹۰۹) به نام، ماموریت هند در اروپا (فرانسوی: Mission de l'Inde en Europe‎) مننتشر شده بود را ویرایش و دوباره منتشر کرد.
پس از جنگ جهانی اول، بعضی از گروه‌های آلمانی مانند انجمن تول به آگارتا علاقه نشان دادند.
فردیناند اوسندوفسکی، کاشف لهستانی، در کتاب خود به نام جانوران، انسان‌ها و خدایان در سال ۱۹۲۲ داستانی را در مورد پادشاهی زیرزمینی موجود در زمین نقل می‌کند. این پادشاهی برای یک جامعه بودایی خیالی به نام آغارتی شناخته می‌شود.

## ارتباط با اساطیر
آگارتا غالباً با شامبالا مرتبط یا اشتباه گرفته می‌شود که در بودیسم وجریانا و آموزه‌های کالاچاکرای تبتی برجسته است و در غرب توسط مادام بلاواتسکی و انجمن تئوسوفی احیا شده‌است. تئوسوفیست‌ها به‌طور خاص آگارتی را مجموعه وسیعی از غارها در زیر تبت می‌دانند که در آن نیمه خدایان ساکن هستند که به آنها آسورا می‌گویند. هلنا و نیکلاس روریچ، که آموزه‌هایشان کاملاً موازی با تئوسوفی است، وجود شامبالا را هم روحانی و هم فیزیکی می‌بینند.